# آبیدر

پارک امیریه در دامنهٔ کوه آبیدر

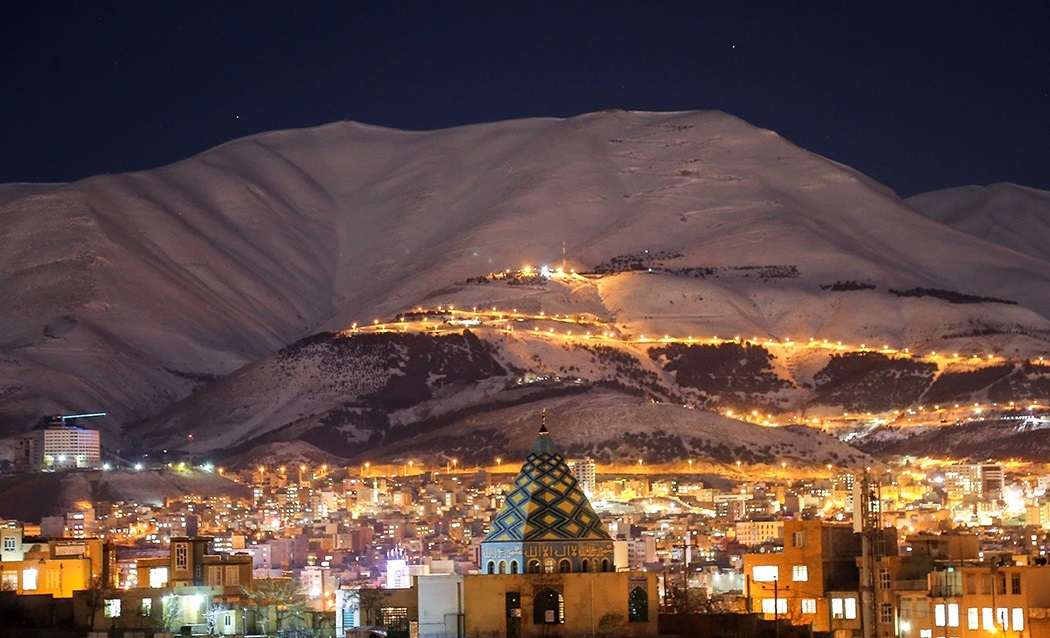
نمای کوه آبیدر از داخل شهر سنندج

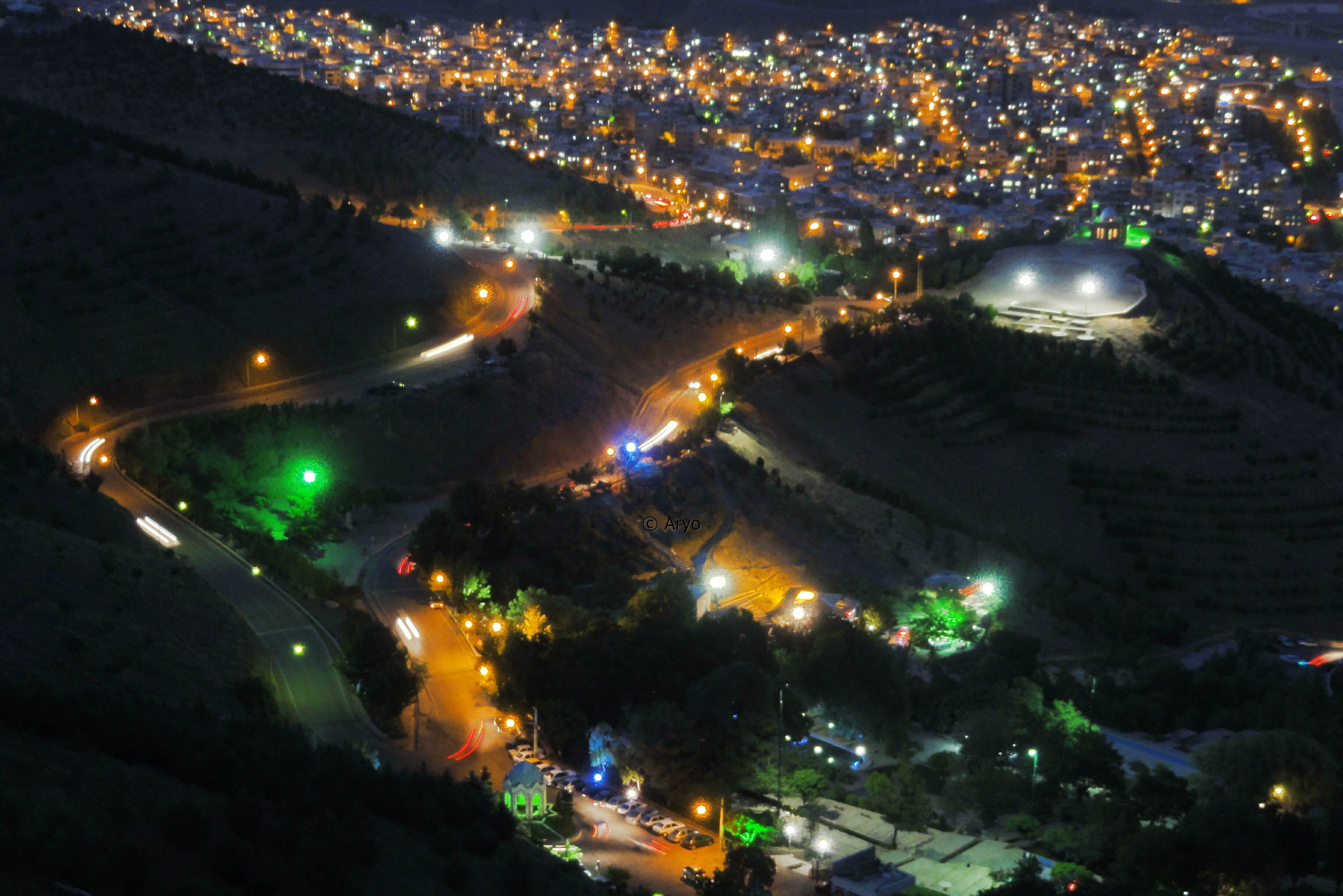
پارک امیریه در دامنهٔ کوه

آبیدَر (کردی: ئاویه‌ر) کوهی با ارتفاع ۲٬۵۵۰ متر از سطح دریا است که در رشته کوه زاگرس در غرب ایران قرار دارد.
کوه آبیدر مشرف به شهر سنندج مرکز استان کردستان و تعداد زیادی چشمه و تفرجگاه دارد که برخی از آنها عبارتند از: پارک کودک، امیریه، امانیه، خضر زنده (خیرزنه)، هفت آسیاب، ماماتکه، کانی شفا، کانی بانتا، کچک قرآن، گویزه کویر، بان شلانه، تاقه‌دار و قله آبیدر که پناهگاهی هم برای کوهنوردان در آنجا ساخته شده‌است.
آنچه مورد محبوبیت این کوه شده‌است، نزدیکی آن به شهر سنندج، بلند بودن آن نسبت به تپه‌های اطراف و از همه مهم‌تر، وجود چشمه‌های زیر زمینی فراوان آن می‌باشد. در واقع واژه آبیدر (ئاویه‌ر) به معنی مکان پر آب است.
نزدیکی این کوه به شهر تا آن حد است که در دامنهٔ آن احداث مسکن صورت گرفته و هم‌اکنون نیز در جریان است. افراد بسیاری (به ویژه در تعطیلات) به این تفرجگاه می‌روند و از منظره شهر سنندج دیدن می‌کنند.
در واقع آبیدر از دو کوه به نامهای آبیدر بزرگ و آبیدر کوچک تشکیل شده‌است. ارتفاع آبیدر بزرگ ۲۵۵۰ متر از سطح دریا است، در حالی که ارتفاع آبیدر کوچک در حدود ۲۳۵۰ متر از سطح دریا می‌باشد. در بالای قله تخت آبیدر کوچک یک جان‌پناه برای استفاده کوهنوردان احداث شده‌است و در حال حاضر مشغول به ساخت تله‌کابین در مسیر بین پارک کودک و قله آن می‌باشند.

## سینمای روباز بزرگ پارک آبیدر

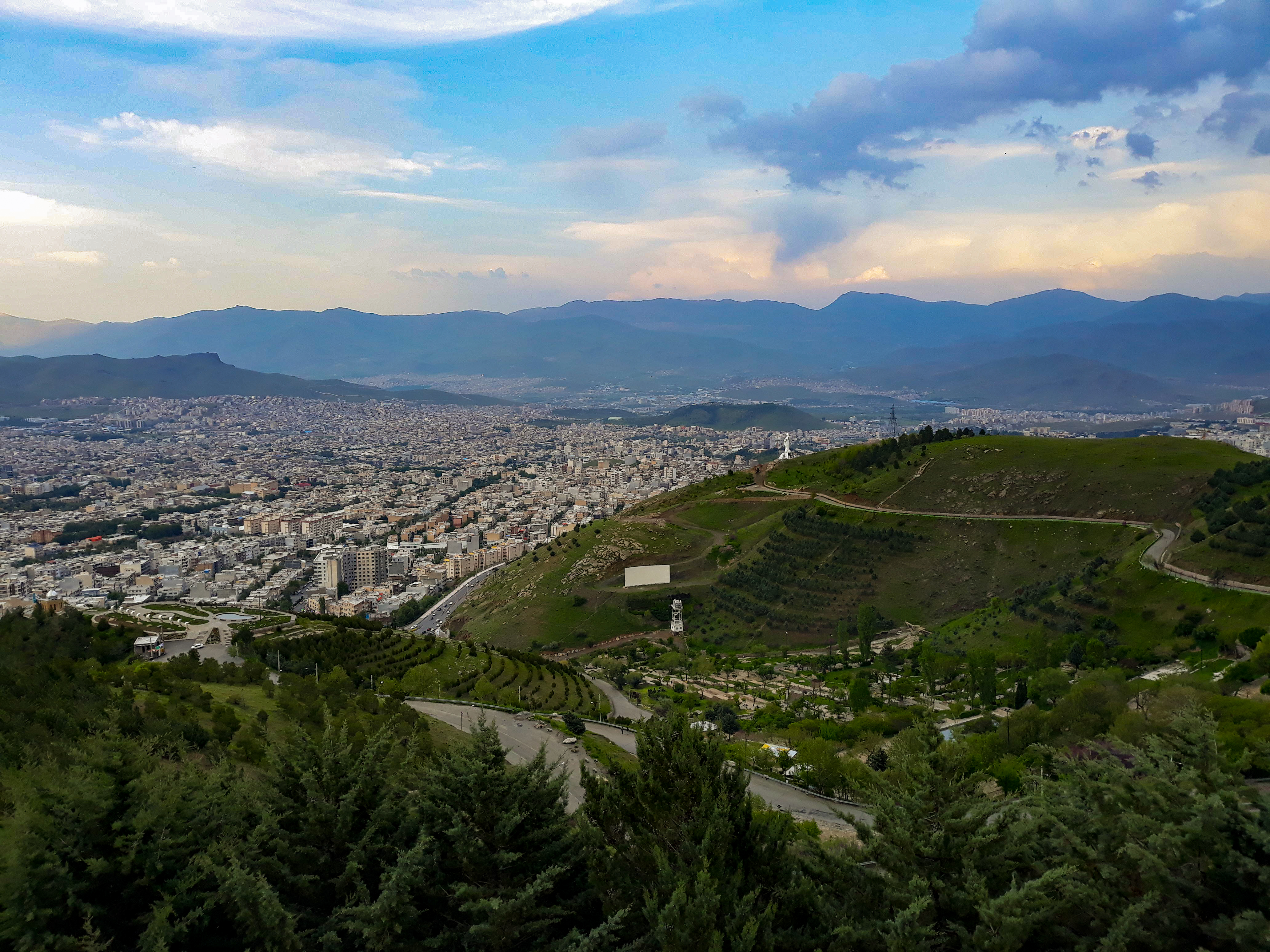
پارک امیریه در دامنهٔ کوه آبیدر سنندج

یکی از بزرگترین سینماهای روباز جهان با گنجایش ۱۰هزار نفر در پارک جنگلی آبیدر سنندج می‌باشد. آبیدر با پرده‌ای در ابعاد ۱۲×۲۵ متر، یکی بزرگترین سینماهای روباز جهان محسوب می‌شود. (بزرگترین سینمای روباز جهان در انگلستان به اندازه ۷۳X۱۸ متر قرار دارد). صدای فیلم‌های این سینما از طریق موج اف ام رادیو در هر مکان از پارک جنگلی آبیدر قابل دریافت است و پرده آن به گونه‌ای تعبیه شده که ۱۰ هزار نفر بتوانند روبه‌روی آن قرار گیرند. حوزهٔ هنری کردستان ساعت ۲۱ هر شب یک فیلم را در این سینما اکران می‌کند. همچنین مسابقات جام جهانی فوتبال ۲۰۱۰ و ۲۰۱۸ به‌طور کامل بر روی پردهٔ این سینما پخش شد به طوریکه بالغ بر ۳۵ هزار تماشاچی برای تماشای مسابقهٔ ایران-پرتغال در جام جهانی فوتبال ۲۰۱۸ در این سینما حضور یافتند.

## مجسمهٔ یادبود مقاومت مردم کردستان
در کنار پارک امیریه مجسمه‌ای قرار دارد که جهت یادبود مقاومت مردم کردستان در جنگ و به دست هادی ضیاءالدینی ساخته شده‌است. این مجسمه پدری کُرد را نشان می‌دهد که دو فرزندش را در آغوش کشیده و رو به سوی شهر سنندج دارد. این مجسمه ۱۵ متر ارتفاع دارد و بر روی فونداسیونی به ارتفاع ۷ متر قرار گرفته‌است و بلندترین مجسمهٔ ایران به‌شمار می‌آید.

## تخریب آبیدر
از سال ۱۳۷۱ بخشی از زمین‌های آبیدر در منطقۀ هفت‌آسیاب، به یک تعاونی مسکن تحویل داده شده است. این واگذاری مخالفت‌های بسیاری به دنبال داشت و به دنبال آن هیچ مدیری حاضر نشده مسئولیت الحاق این اراضی به محدودۀ شهری سنندج، تغییر کاربری آن و صدور مجوز ساخت و ساز در آنجا را بپذیرد و هیچ اقدامی برای ساخت و ساز در این زمین‌ها صورت نگرفته است. در سال ۱۴۰۲ شورای حفظ بیت‌المال و بازرسی نهاد ریاست جمهوری به درخواست سازمان بازرسی تصمیم گرفت در شهرک وحدت سنندج زمین جایگزین در اختیار اعضای این تعاونی قرار بدهد.